# Юдино (Гусєвський район)
Юдино (рос. Юдино) — селище Гусєвського району, Калінінградської області Росії. Входить до складу Кубановського сільського поселення.
Населення —  63 особи (2015 рік). 

## Населення
| 2002 | 2010 |
| ---- | ---- |
| 57   | ↗63  |